# Apogonalia histrio
Apogonalia histrio är en insektsart som beskrevs av Fabricius 1794. Apogonalia histrio ingår i släktet Apogonalia och familjen dvärgstritar. Utöver nominatformen finns också underarten A. h. baraguensis.